# Рында (колокол)

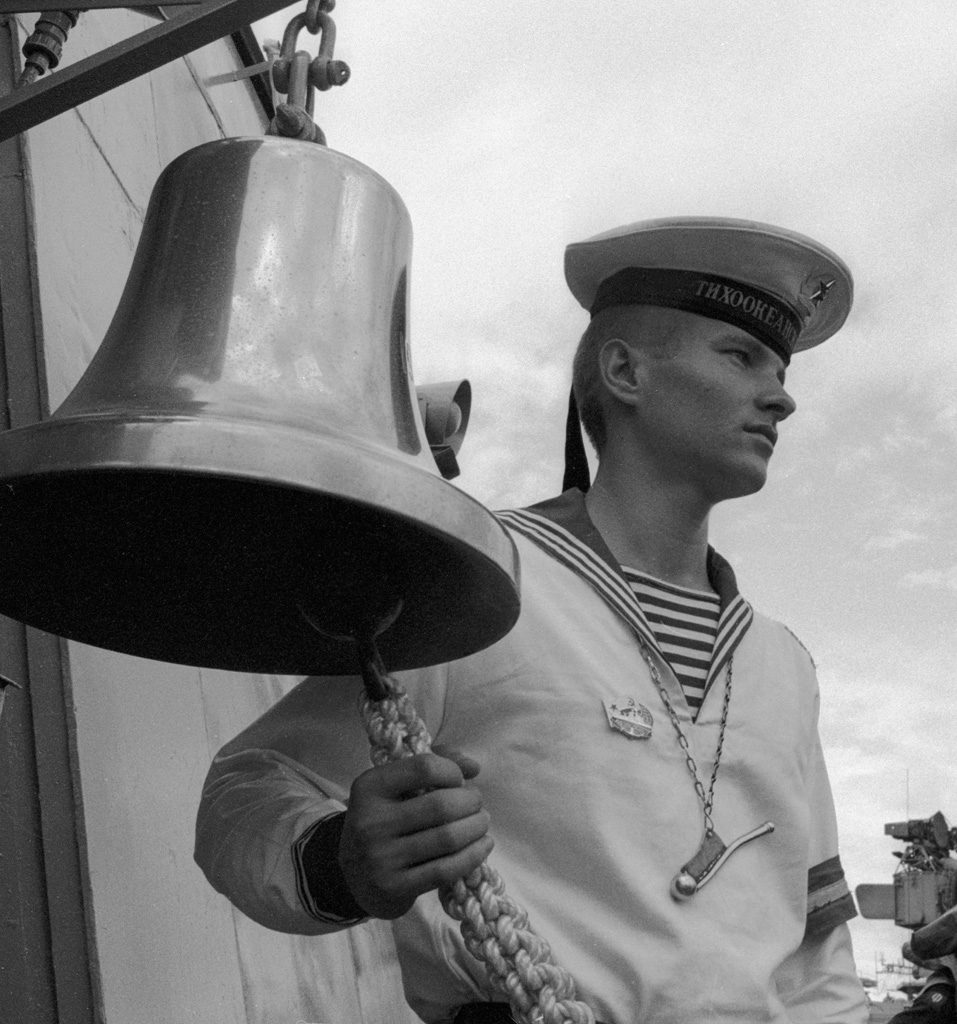
Часовой отбивает склянки, держа в руке рында-булинь. Тихоокеанский флот. Фото Александра Полякова

Ры́нда (морск. жаргон. ономатоп. рус. ры́нду бей!, от англ. to ring the bell) — морской термин, разговорное название корабельного колокола; также время окончания вахты. Причём термин «судовой (корабельный) колокол» является более точным, а «рында», строго говоря, — звон судового колокола в полдень по три удара сряду. В рынду бьют каждые полчаса для обозначения времени («бьют склянки» начиная с получаса — «одна склянка», далее по нарастающей до восьми ударов), также для извещения о пожарной тревоге и для подачи сигналов при тумане. Восемь ударов в рынду («восемь склянок», четыре двойных удара) обозначают смену 4-часовой вахты (исключение — полдень, т. н. «новые корабельные/судовые сутки», четыре тройных удара). Обычно рынды устанавливают на всех современных военных кораблях и судах обеспечения.
В РФ и СНГ профиль колокола проектируют по ГОСТу 8117-74.

## История

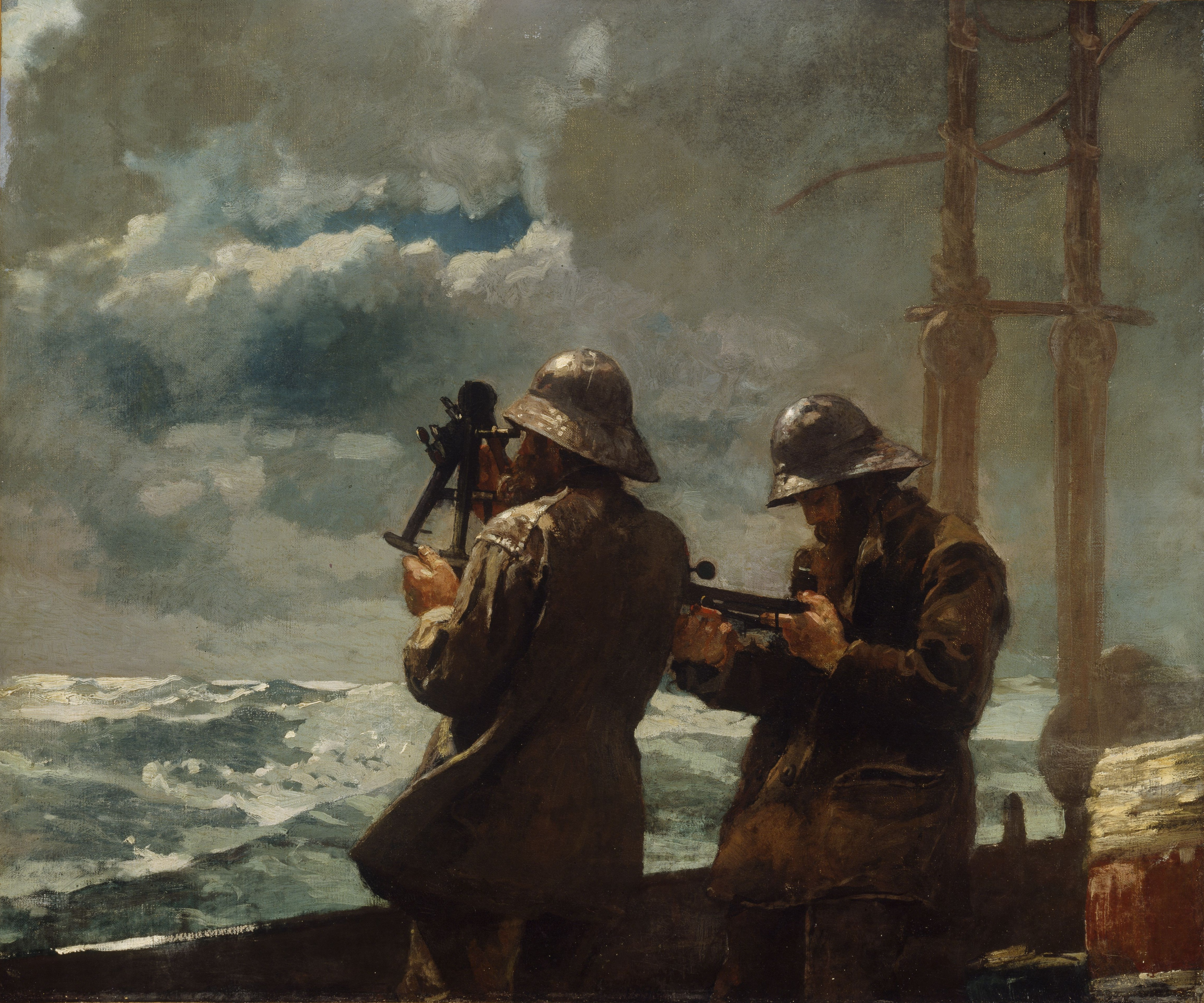
«Восемь склянок». 1886, Addison Gallery of American Art.
Штурман, при помощи секстанта, определив высоту солнца в полдень, подавал команду часовому «в рынду бей!» как начало нового дня и вахт на корабле

Отсчёт времени необходим для морского счисления. Обычно измерения производили в момент нахождения солнца в зените, отчего счёт склянок начинался в полдень. Наличие октанта и песочных часов (4-часовой склянки) позволяло приблизительно определять нахождение корабля на курсе, поэтому точность измерения времени играла ключевую роль. Ошибка в счёте времени могла составлять довольно существенную величину. Случалось, что нерадивые вахтенные часовые переворачивали склянку раньше, чем истекало время, чтобы раньше окончить свою вахту, о таком вахтенном говорили, что «он съел время». Вахтенные часовые в случае малейшей оплошности подвергались весьма суровому наказанию, поэтому поверку времени производили ежедневно в полдень.

С петровских времён почти до конца XVIII века русские моряки применяли так называемое морское исчисление времени, в котором сутки начинались с полудня предшествующего дня по гражданскому календарю. Морское счисление опережало гражданский календарь на 12 часов, но для моряков было более удобным. …Перед полуднем опять многие выходили с секстанами для поимки близполуденных высот солнца для определения широты места. В момент прохождения солнца через меридиан старший штурман громко выкрикивал слово «полдень», и на баке тогда вызванивали в судовой колокол так называемую «рынду» — двенадцать раз по три звонка. При этом часовой у денежного сундука поворачивал висевшие у него над головой под бимсами песочные склянки — одну получасовую и одну четырёхчасовую.
— В. В. Шигин, «Жизнь на палубе и на берегу», глава I «Хорошая вахта сама стоит»
Впервые судовые колокола на кораблях стали использовать в английском флоте с XV—XVI веков. Постепенно использование колокола переняли все европейские морские державы. В российском флоте колокол на кораблях появился в начале XVIII века вместе с реформами Петра I, который переложил английский устав морской службы для «Устава морского о всём, что касается к доброму управлению в бытность флота на море» 1720 года. Команды по уставу отдавали на английском языке и команда Ring a bell! («бей в колокол!») была трансформирована моряками в более понятное для них «рынду бей!», поэтому часто судовой колокол ошибочно называют «рындой». Примечательно, что «рындой» в допетровские времена называли оруженосцев-телохранителей, понятие, которое было известно русским морякам.
Лингвисты до сих пор не достигли единства в происхождении слова «рында», но известно оно со средневековых времён. В те времена существовал забытый ныне глагол «рындать», то есть трясти. Вполне логично то, что трясли, имело название «рында».
Колокол использовали для обозначения времени и для подачи сигналов в случае плохой видимости. По морскому обычаю, колокол отливали вместе с наименованием корабля, на котором колокол подразумевали использовать. Если судно меняло наименование, на нём оставляли старый колокол со старым наименованием. Эта традиция множество раз помогала идентифицировать затонувшие суда. По поднятому подводниками судовому колоколу можно было сразу узнать наименование корабля и время его закладки.
В настоящее время использование судового колокола регулируют правилами (Часть D). Согласно им колоколом до́лжно оснащать любое судно длиной более 12 метров для подачи сигналов в условиях ограниченной видимости, стоянки на якоре или нахождения на мели.

## Порядок отбития
Королевский военно-морской флот Великобритании
Английским уставом корабельной службы предписывалось отбивать время для несения вахты. Сутки разбивали на 6 вахт по 4 часа каждая. Начало каждой вахты (в 00:00, 04:00, 08:00, 12:00, 16:00 и 20:00) обозначали восемью ударами судового колокола (четыре сдвоенных удара). Первые полчаса вахты отбивали одним ударом, первый час — двойным ударом. Каждые последующие полчаса и час добавляли по одному и двойному удару, соответственно. По этим судовым часам строили весь распорядок на корабле. Подобное расписание сохранили на флотах многих государств, например, в ВМФ США:
| Watch                 | Section | Bells       | Bells | Bells | Bells | Bells | Bells   | Bells    | Bells      | Bells       |
| Watch                 | Section | 8           | 1     | 2     | 3     | 4     | 5       | 6        | 7          | 8           |
| Watch                 | Section | •• •• •• •• | •     | ••    | •• •  | •• •• | •• •• • | •• •• •• | •• •• •• • | •• •• •• •• |
| --------------------- | ------- | ----------- | ----- | ----- | ----- | ----- | ------- | -------- | ---------- | ----------- |
| Mid 00:00—04:00       | 1       | 00:00       | 00:30 | 01:00 | 01:30 | 02:00 | 02:30   | 03:00    | 03:30      | 04:00       |
| Morning 04:00—08:00   | 2       | 04:00       | 04:30 | 05:00 | 05:30 | 06:00 | 06:30   | 07:00    | 07:30      | 08:00       |
| Forenoon 08:00—12:00  | 3       | 08:00       | 08:30 | 09:00 | 09:30 | 10:00 | 10:30   | 11:00    | 11:30      | 12:00       |
| Afternoon 12:00—16:00 | 1       | 12:00       | 12:30 | 13:00 | 13:30 | 14:00 | 14:30   | 15:00    | 15:30      | 16:00       |
| Dogs 16:00—20:00      | 2       | 16:00       | 16:30 | 17:00 | 17:30 | 18:00 | 18:30   | 19:00    | 19:30      | 20:00       |
| First 20:00—24:00     | 3       | 20:00       | 20:30 | 21:00 | 21:30 | 22:00 | 22:30   | 23:00    | 23:30      | 24:00       |

Однако, после мятежа в Норе в 1797 году, который мятежниками был назначен на пять склянок вечерней вахты (18:30), английский флот изменил порядок вахт, и их стало семь. Вахту с 16 до 20 часов вечера разделили на две и назвали «собачьими» (первой и последней), в первой «собачьей» бьют обычные склянки, а начиная с 18:30 бьют только одну склянку вместо пяти, две — в 19 часов, три — в 19:30 и восемь — в 20 часов. В английском флоте «собачья» вахта — полувахта с 16 до 18 часов и с 18 до 20, полувахты были введены для того, чтобы одна и та же вахта не стояла вахту в одно и то же время.
| Watch                 | Section | Bells       | Bells | Bells | Bells | Bells | Bells | Bells   | Bells    | Bells      | Bells       |
| Watch                 | Section | 8           | 4     | 1     | 2     | 3     | 4     | 5       | 6        | 7          | 8           |
| Watch                 | Section | •• •• •• •• | •• •• | •     | ••    | •• •  | •• •• | •• •• • | •• •• •• | •• •• •• • | •• •• •• •• |
| --------------------- | ------- | ----------- | ----- | ----- | ----- | ----- | ----- | ------- | -------- | ---------- | ----------- |
| Middle 00:00—04:00    | 1       | 00:00       |       | 00:30 | 01:00 | 01:30 | 02:00 | 02:30   | 03:00    | 03:30      | 04:00       |
| Morning 04:00—08:00   | 2       | 04:00       |       | 04:30 | 05:00 | 05:30 | 06:00 | 06:30   | 07:00    | 07:30      | 08:00       |
| Forenoon 08:00—12:00  | 3       | 08:00       |       | 08:30 | 09:00 | 09:30 | 10:00 | 10:30   | 11:00    | 11:30      | 12:00       |
| Afternoon 12:00—16:00 | 1       | 12:00       |       | 12:30 | 13:00 | 13:30 | 14:00 | 14:30   | 15:00    | 15:30      | 16:00       |
| First Dog 16:00—18:00 | 2       | 16:00       |       | 16:30 | 17:00 | 17:30 | 18:00 |         |          |            |             |
| Last Dog 18:00—20:00  | 3       |             | 18:00 | 18:30 | 19:00 | 19:30 |       |         |          |            | 20:00       |
| First 20:00—24:00     | 4       | 20:00       |       | 20:30 | 21:00 | 21:30 | 22:00 | 22:30   | 23:00    | 23:30      | 24:00       |

Российский императорский флот
С петровских времён русские моряки стали применять так называемое «морское счисление», в котором сутки начинались с полудня предшествующего дня по гражданскому календарю. В Российском императорском флоте в полдень «били рынду» — четыре тройных удара в корабельный колокол. Сутки делили на пять вахт (редко — на шесть) — две (с полудня до восемнадцати и с восемнадцати до полуночи) и три (с полуночи до четырёх («собака»), с четырёх до восьми, с восьми до полудня). Вахты с восьми часов утра до спуска флага называли «дневными», а остальные — «ночными». В российском флоте были переняты традиции голландского, где «собакой» (мн. ч. hondenwacht — «собаки») зовётся именно послеполуночная вахта (00:00—04:00), по аналогии с голландской сельской жизнью, когда после полуночи крестьяне спускали собак для охраны села. Примечательно, что вечерняя вахта (16:00—20:00) в голландском флоте также имела своё название platvoetwacht («плоскостопие»), по аналогии с шаркающей походкой, когда после окончания светлого времени и окончания работ на корабле, можно было расслабиться.
На больших кораблях экипаж делили на три отделения, на малых — на два, вахты которых были тяжелее, а поэтому назывались «с носков на пятки, с пяток на носки». Работу называли по-голландски «вахтой» (поморы — «переменой»), отдых называли «подвахтой» (поморы — «подпеременой»). Предполуночную (первую) вахту (20:00—24:00) прозвали матросы — «детской», «сама стоит» из-за её лёгкости, а офицеры — «прощай, молодость» из-за препятствия общению. Послеполуночную вахту прозвали «собачьей», также «Дианой» в галерном флоте, как её называли итальянские моряки в честь утренней звезды. Когда корабль «стоял на якоре», то ночную вахту устанавливали с полуночи до восьми утра, то есть на всю ночь, поэтому её прозвали «всенощной». Вечернюю полувахту (18:00—20:00) называли «хитрой», также «адмиральской», так как её обычно нёс сам командир. Скользящий график вахт был принят только у военных моряков, а в торговом парусном флоте вахты были постоянными и назывались «стоячими».
| Вахты                       | Отделения | Склянки         | Склянки     | Склянки | Склянки | Склянки | Склянки | Склянки | Склянки  | Склянки    | Склянки     | Склянки     | Склянки       | Склянки        | Склянки         |
| Вахты                       | Отделения | 12              | 8           | 1       | 2       | 3       | 4       | 5       | 6        | 7          | 8           | 9           | 10            | 11             | 12              |
| Вахты                       | Отделения | ••• ••• ••• ••• | •• •• •• •• | •       | ••      | •• •    | •• ••   | •• •• • | •• •• •• | •• •• •• • | •• •• •• •• | ••• ••• ••• | ••• ••• ••• • | ••• ••• ••• •• | ••• ••• ••• ••• |
| --------------------------- | --------- | --------------- | ----------- | ------- | ------- | ------- | ------- | ------- | -------- | ---------- | ----------- | ----------- | ------------- | -------------- | --------------- |
| Послеполуденная 12:00—18:00 | 1         | 12:00           |             | 12:30   | 13:00   | 13:30   | 14:00   | 14:30   | 15:00    | 15:30      | 16:00       | 16:30       | 17:00         | 17:30          | 18:00           |
| Вечерняя 18:00—24:00        | 2         | 18:00           |             | 18:30   | 19:00   | 19:30   | 20:00   | 20:30   | 21:00    | 21:30      | 22:00       | 22:30       | 23:00         | 23:30          | 24:00           |
| «Собака» 00:00—04:00        | 1         | 00:00           |             | 00:30   | 01:00   | 01:30   | 02:00   | 02:30   | 03:00    | 03:30      | 04:00       |             |               |                |                 |
| Утренняя 04:00—08:00        | 2         |                 | 04:00       | 04:30   | 05:00   | 05:30   | 06:00   | 06:30   | 07:00    | 07:30      | 08:00       |             |               |                |                 |
| Предполуденная 08:00—12:00  | 3         |                 | 08:00       | 08:30   | 09:00   | 09:30   | 10:00   | 10:30   | 11:00    | 11:30      |             |             |               |                | 12:00           |

Военно-морской флот Российской Федерации
Командиры кораблей своими приказами определяют, кому из состава дежурной и вахтенной служб отбивать склянки. В ряде случаев колокол могут использовать для подачи сигнала аварийной тревоги. В современном ВМФ РФ для надводных кораблей первого и второго рангов отбитие склянок регулируют Корабельным уставом ВМФ РФ:
| Вахты                       | Команды | Склянки           | Склянки     | Склянки | Склянки | Склянки | Склянки | Склянки | Склянки  | Склянки    | Склянки     | Склянки           |
| Вахты                       | Команды | «Рында» 9 склянок | 8           | 1       | 2       | 3       | 4       | 5       | 6        | 7          | 8           | «Рында» 9 склянок |
| Вахты                       | Команды | ••• ••• •••       | •• •• •• •• | •       | ••      | •• •    | •• ••   | •• •• • | •• •• •• | •• •• •• • | •• •• •• •• | ••• ••• •••       |
| --------------------------- | ------- | ----------------- | ----------- | ------- | ------- | ------- | ------- | ------- | -------- | ---------- | ----------- | ----------------- |
| Предполуденная 08:00—12:00  | 1       |                   | 08:00       | 08:30   | 09:00   | 09:30   | 10:00   | 10:30   | 11:00    | 11:30      |             | 12:00             |
| Послеполуденная 12:00—16:00 | 2       | 12:00             |             | 12:30   | 13:00   | 13:30   | 14:00   | 14:30   | 15:00    | 15:30      | 16:00       |                   |
| Вечерняя 16:00—20:00        | 3       |                   | 16:00       | 16:30   | 17:00   | 17:30   | 18:00   | 18:30   | 19:00    | 19:30      | 20:00       |                   |
| Предполуночная 20:00—23:00  | 4       |                   | 20:00       | 20:30   | 21:00   | 21:30   | 22:00   | 22:30   | 23:00    |            |             |                   |

## Обычаи
Родившегося на корабле ребёнка крестили в судовом колоколе, при этом имя ребёнка могли выгравировать на самом колоколе.
Умершего на корабле моряка почитали восемью ударами судового колокола, означающими «конец вахты». В английском языке словосочетание Eight Bells («8 ударов колокола») является фразеологизмом к слову «некролог». Также английской морской фразой Eight bells and all is well («на протяжении 4-часовой вахты всё было в порядке») вахтенный оканчивал свою вахту и докладывал сменщику.
В старину 16 ударов корабельного колокола объявляли о наступлении Нового года. Ровно в полночь 31 декабря, самый старший по рангу моряк, находившийся на корабле, звонил в колокол 8 раз. За ним самый младший матрос звонил ещё 8 раз.

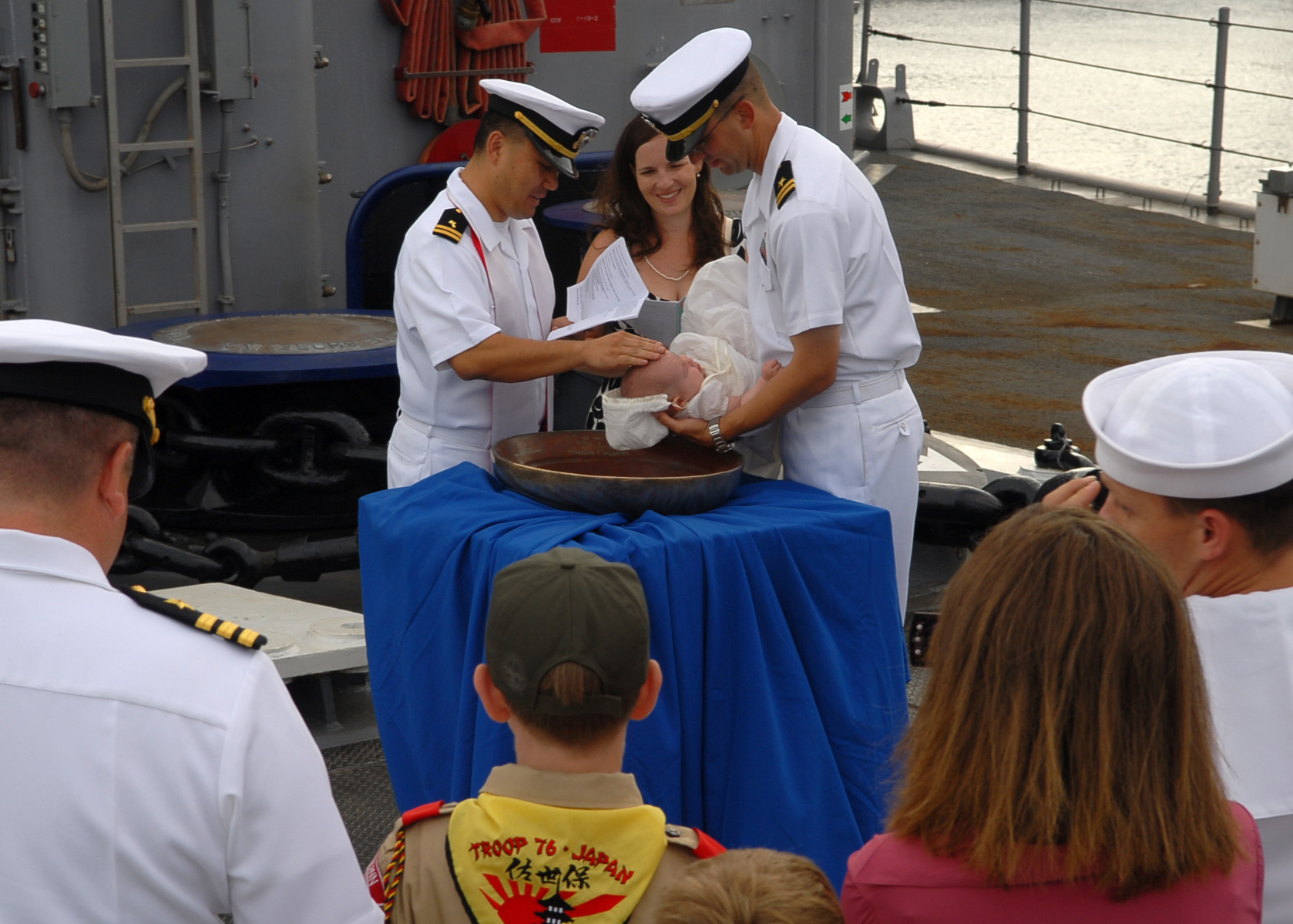
Крещение ребёнка в колоколе десантного корабля USS Tortuga
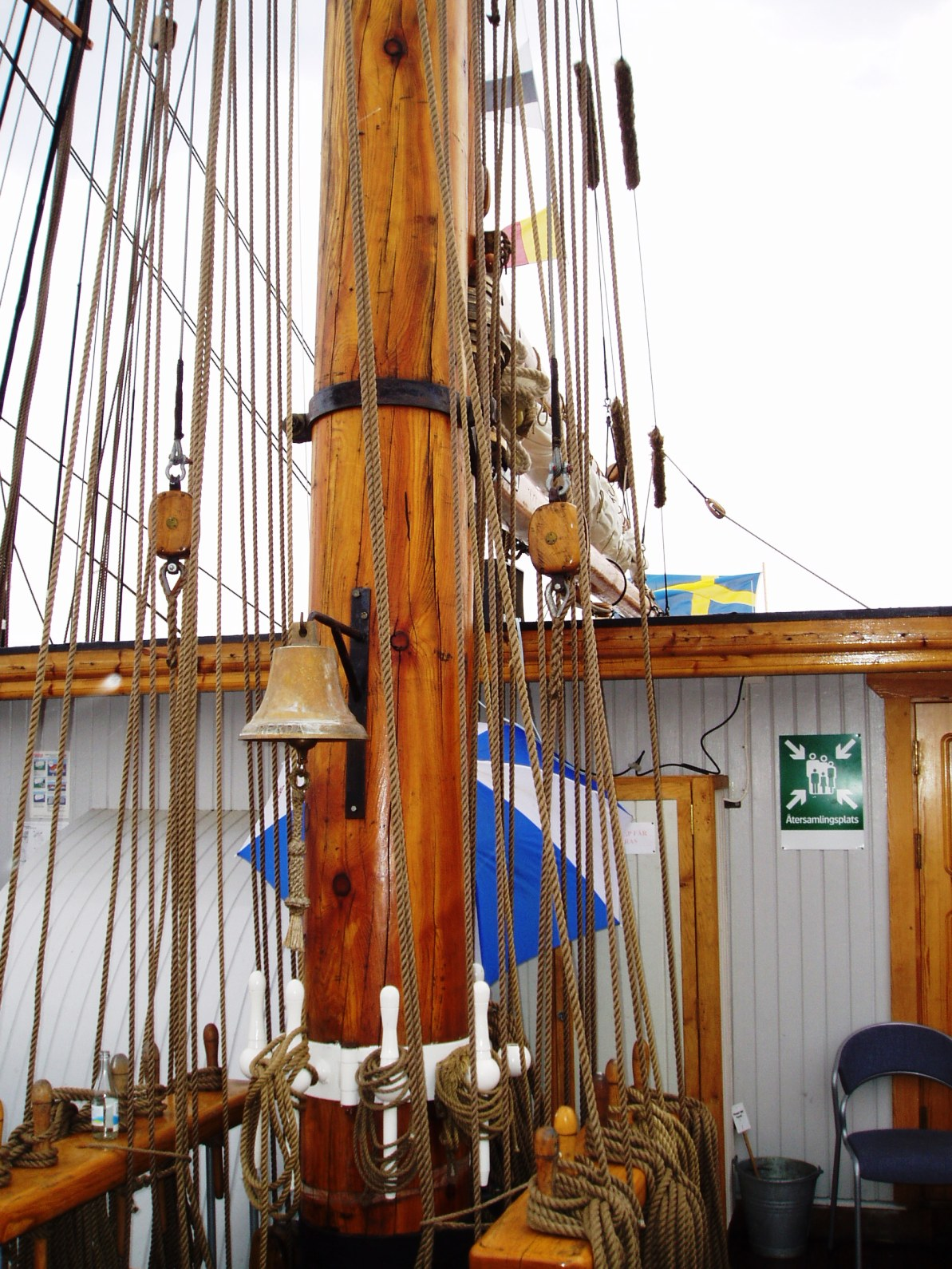
Рында, установленная на мачте шведского парусника-брига Gerda
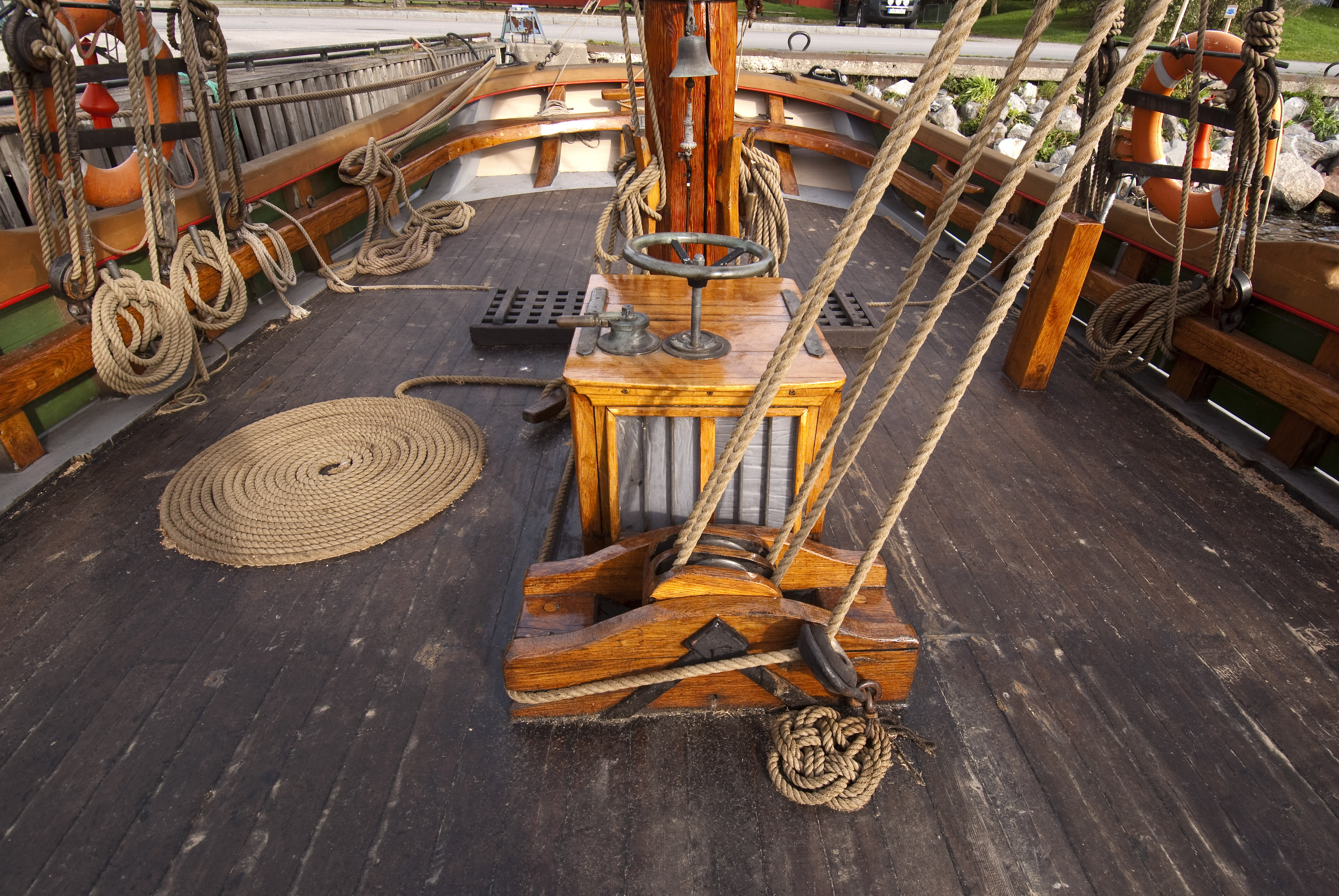
Рында на шведском корабле
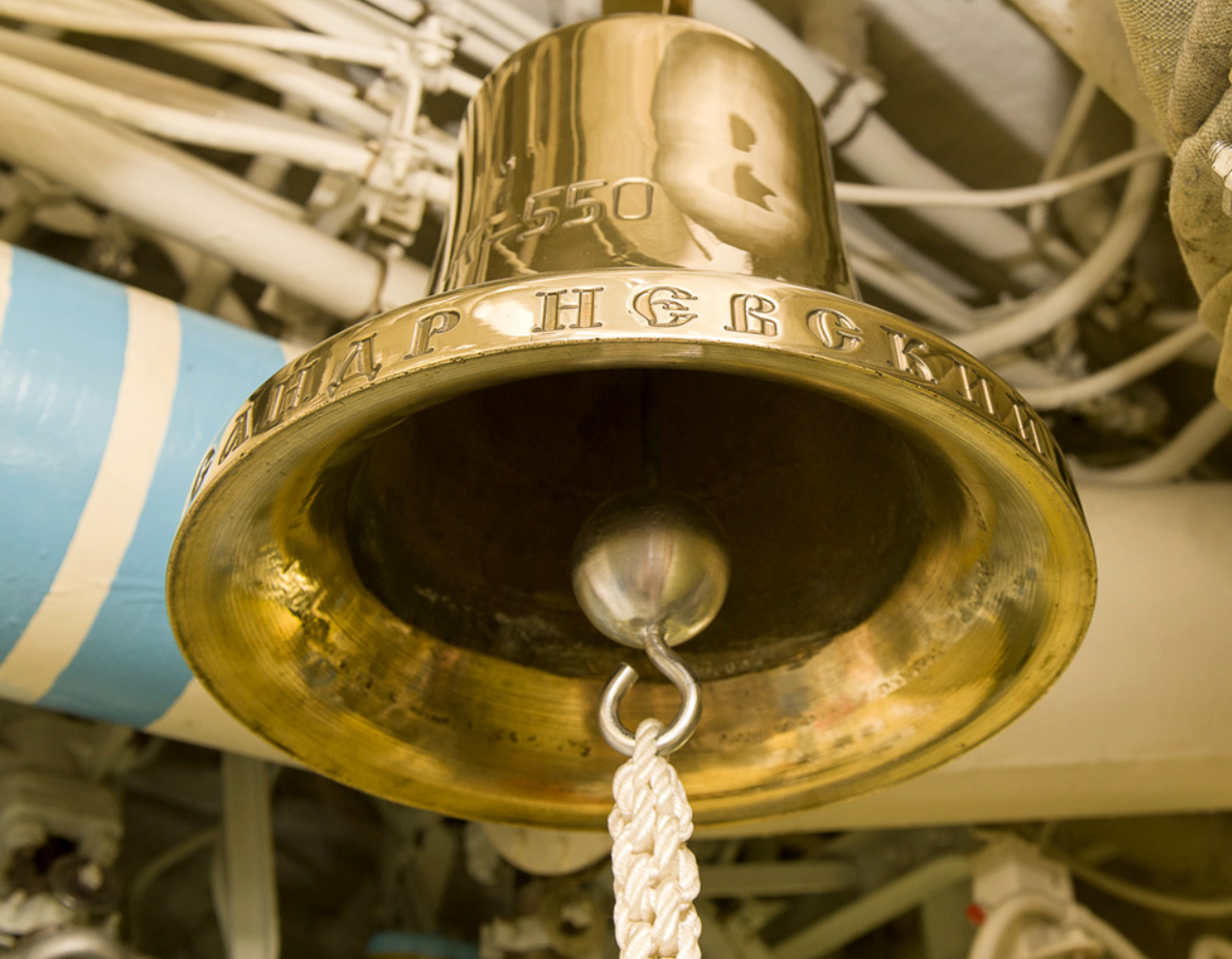
Рында на АПЛ «Александр Невский»